# Piper tenebricosum
Piper tenebricosum är en pepparväxtart som beskrevs av William Trelease. Piper tenebricosum ingår i släktet Piper och familjen pepparväxter. Inga underarter finns listade i Catalogue of Life.